# Sidonaster
Sidonaster is een geslacht van kamsterren uit de familie Porcellanasteridae.

## Soort
- Sidonaster vaneyi Koehler, 1909